# 布魯金斯縣 (南達科他州)
布魯金斯縣（英語：Brookings County）是美國南達科他州東部的一個縣，東鄰明尼蘇達州。面積2,084平方公里。根据美國2000年人口普查，共有人口28,220人。縣治布魯金斯（Brookings）。
成立於1862年4月5日，縣政府成立於1871年1月13日。縣名紀念制憲會議成員威爾莫特·伍德·布魯金斯（Wilmot Wood Brookings）。